# Stefan Budian
Stefan Budian (* 1965 in Kaiserslautern) ist ein deutscher freischaffender Künstler und Autor.

## Leben
Nach einer angefangenen Lehre als Schreiner und drei Semestern Kunstgeschichte an der TU Berlin studierte Budian von 1991 bis 1996 Freie Malerei bei Friedemann Hahn an der Akademie für Bildende Künste Mainz mit Diplom- und Meisterschüler-Abschluss.
Budian lebt mit seiner Frau in Mainz und hat mit ihr eine gemeinsame Tochter.

## Werk
Ausgehend von Malerei und Zeichnung entwickelte sich Budians vielfältiges Werk über Installation, Fotografie und Computerkunst zu Multimedia. Neben Ausstellungen seiner Arbeiten in zahlreichen Einzel- und Gruppenausstellungen sowie Kunstmessen im In- und Ausland präsentiert er sein Werk seit 2007 zunehmend im virtuellen Raum des Internets; reale Präsentationen finden überwiegend in zivilgesellschaftlichen Zusammenhängen statt.
Bei Budian sind Abstraktion und Gegenständlichkeit keine getrennten Bereiche, sondern Felder gemeinsamer Möglichkeiten. In seinen Wandelbildern finden sich alle möglichen Sujets – von Porträts über Landschaften bis hin zu abstrakten, gestischen Malereien, die sich in fließenden Übergängen miteinander verbinden. Dabei zeichnet sich seine Malweise mit Ölfarbe durch eine pastose, dichte Farbanwendung aus, die seiner Kunst eine besondere physische Präsenz verleiht.
Budian verkörpert als Künstler den Übergang von der analogen zur digitalen Welt, indem er digitale Medien erforscht und umfassend nutzt, gleichzeitig aber an traditionellen Techniken wie Ölmalerei und Zeichnung festhält, um die Kontinuität beider Epochen in seinem Werk zu reflektieren.
Die gegenwärtige Kunst von Stefan Budian wird von drei Merkmalen bestimmt: Die Wandelbilder (früher Schatzbilder), die Usien und der zivilgesellschaftliche Aspekt seiner Kunst.

### I. Die Wandelbilder
Budians Konzept der Malerei stellt nicht das Endergebnis, sondern den Prozess des Malens und den Wandel von einer Bildfindung zur nächsten in den Fokus. In seinen Malerei-Filmen dokumentiert er langanhaltende Entwicklungen und radikale Veränderungen durch verschiedene Sujets, bei denen einzelne Szenen entstehen, sich verfestigen und wieder übermalt werden. Das Tableau, auf dem Budian diese Veränderlichkeit zelebriert, ist ein werdendes Ölbild, das während des Malprozess' tausendfach fotografiert wird. Am Ende steht ein mit dicker Ölfarbe bedeckter Malgrund, schrundig, wegen der vielen sie bedeckenden Farbschichten. Dieses Ölbild zeigt nur die letzte Szene, der Malerei-Film hingegen alle Zwischenzustände, so dass die einzelnen übermalten Bildzustände sichtbar bleiben. Budian betrachtet diese organisch-bewegten Inszenierungen des Wandels seiner Bildfindungen als das eigentliche Sujet seiner Malerei. Begleitet werden die Wandelbilder von Sound und musikalischen Eigenkompositionen des Künstlers. Die Malerei-Filme können unter anderem auf seiner Webseite betrachtet werden.

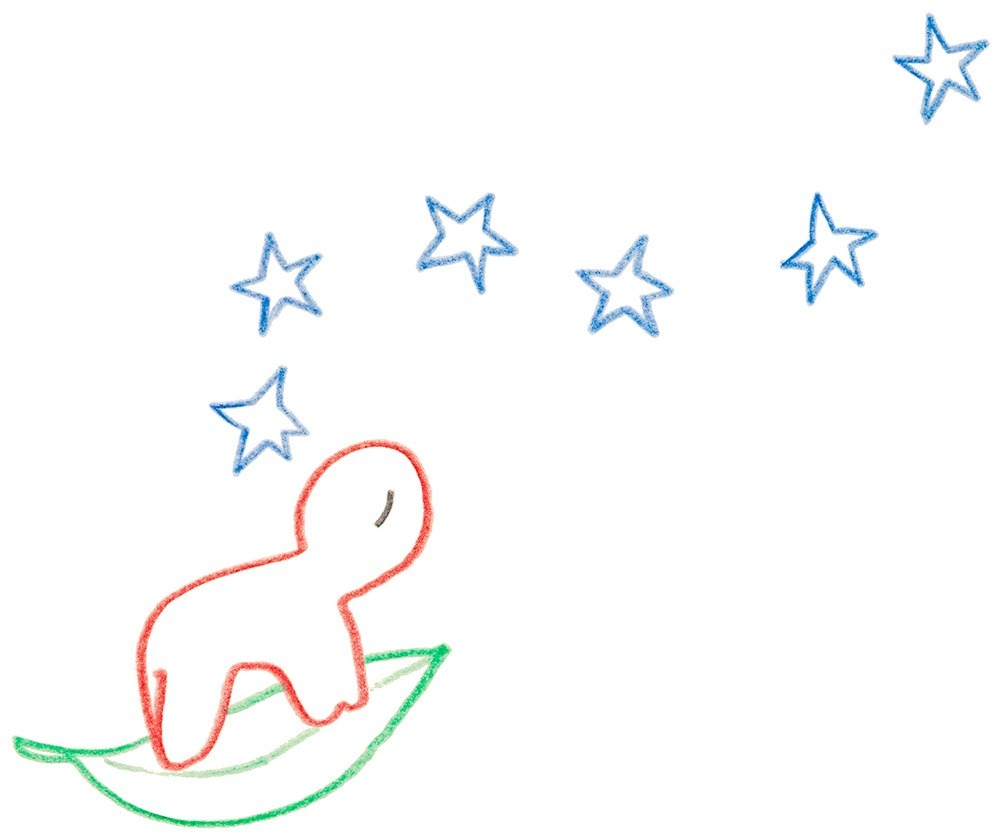
Zeichnung: Sternschau

### II. Die Usien
Seit 1996 bevölkern die Usien Budians Werke, denn seine künstlerische Arbeit schien ihm „zu leer ohne ein Bewusstsein, das aus seiner Bildwelt zu ihm zurückschaut“. Ihr Name kommt aus dem Altgriechischen und bedeutet in etwa „das Wesen der Dinge“, „das Eigentliche“ oder „ihre Seele“. Diese besonderen Figuren sind imaginierte, auf das Wesentliche reduzierte Lebewesen mit einem Kopf, Augen, einem Leib und vier Extremitäten. In oft spielerischen Szenen erkunden sie neugierig die Welt; mit ihnen drückt Budian sehr intensive und konkrete menschliche Gefühle aus.

### III. Der zivilgesellschaftliche Aspekt
Für Budian besteht in der Kunst eine tiefe vor-begriffliche Beziehung zu Erfahrungen von Sinn und Substanz. Entgegen der Selbstbezüglichkeit des Kunstbetriebs betont er den Austausch zwischen Kunst und Gesellschaft, wobei die Kunst keiner bestimmten gesellschaftlichen Absicht dient und weder einem Zweck noch einer Ideologie unterworfen ist, sondern vielmehr als Angebot der Freiheit zu verstehen ist. Es geht darum, die potenzielle Sinnhaftigkeit und Offenheit der Kunst in die Gesellschaft zu tragen. Indem er auf künstlerische Freiheit setzt, schafft Budian Räume, die individuelles und gesellschaftliches Wachstum ermöglichen.
Seine künstlerische Arbeit ist daher oft eingebunden in Kunstprojekte mit zivilgesellschaftlichen Institutionen oder Gruppen. Dazu gehören u. a. der Hanauer Regen (ein Briefwechsel mit Jugendlichen über Bildung 2002), die Physiognomische Expedition (Austausch mit Studierenden aus Mainz und Seattle 2006), das Rwanda-Treasure-Painting (Zusammenarbeit mit 16 Künstler*innen in Kigali/Ruanda 2015) oder Das Gemeindebild (Porträt einer Kirchengemeinde 2013–2017). Sein aktuelles Kunstprojekt Der Osten des Westens (seit 2022) will das Potential der Kunst-Begegnung zu einer verbindenden Kraft in Europa machen. Dazu ist ein Buch auf Polnisch und Deutsch erschienen.

## Ausstellungen (Auswahl)

### I. Einzelausstellungen
- 1998: Zeichnungen und Bilder: 1996–1998, Städtische Galerie im Kreishaus, Wetzlar[18]
- 1999: dort draussen..., Galerie neue kunst, Konstanz[19]
- 2000: dort draussen..., Kunstverein Kronach[19]
- 2001: Heilige, Galerie Delio Romang, Gstaad, Schweiz
- 2001 & 2003: Galerie PS, Göteborg, Schweden
- 2003: Stefan Budian. Im Schloss, Schloss Bonndorf, Museum des Landkreises Waldshut[20]
- 2005: Physiognomische Expedition, Kunstverein Bad Dürkheim
- 2006: Physiognomic Expedition, Fenomena Art Gallery mit dem Department of Germanics, University of Washington, Seattle, USA[8]
- 2007: Budian´s Welt, Galerie Delio Romang, Gstaad, Schweiz
- 2007 – heute: Evolving Space, ständige virtuelle Ausstellung[21]
- 2008: PLARI (mit Günter Beier), Galerie Altes Schloss Wehr
- 2008: Galerie Frankfurt Fineart (mit Wolfgang Aulbach)
- 2008: Keravnovolos, Galerie Art Cargo, Athen, Griechenland
- 2012: Wehr-Panorama, Eröffnung Kunst im öffentlichen Raum, Wehr 2012[22]
- 2013: Evolving Space, Ausstellung und Malerei-Film, Kulturdezernat Mainz
- 2015: Rwanda-Treasure-Painting, Ausstellung und Malerei-Film im Goethe-Institut in Kigali, Ruanda
- 2015–2017: Das Gemeindebild, sieben Ausstellungen mit Malerei-Film zu einzelnen Teilabschnitten, Emmaus-Gemeinde Bremthal[14]
- 2015 – heute: Vorführungen des jeweils aktuellen Malerei-Films (z. T. mit Ausstellung) während der Studienreisen zu Višegrád 4/Der Osten des Westens in: Ungarn, Tschechien, Slowakei, Polen, Belgien, Nordirland, Schweden, Aserbaidschan, Armenien, Albanien
- 2016 – heute: Halle des Gemeindebildes, ständige virtuelle Ausstellung[23]
- 2017 – heute: Višegrád 4, ständige virtuelle Ausstellung[24]
- 2020: Weltkarte und Inselwerkstatt, Zweitstelle Christiane Schauder, Mainz[25]
- 2022: Der Osten des Westens, Ausstellung und Malerei-Film, KUNST RAUM Westpfalz, Kaiserslautern[26]
- 2023: Der Ostens des Westens, Vortrag und Malerei-Film, Goethezentrum in Jerewan, Armenien
- 2024: Der Ostens des Westens, Zeichnungen, Malerei-Film und Buchvorstellung in der Ständigen Vertretung des Landes Rheinland-Pfalz bei der Europäischen Union in Brüssel, Belgien; Eröffnungsreden von Dr. Hanno Pfeil (Leiter der Landesvertretung) & Dr. Katarina Barley (Vizepräsidentin des Europäischen Parlamentes)[27]

### II. Ausstellungsbeteiligungen
- 1996: fürmichneu, 9 aus Mainz, Kunsthalle Mannheim
- 1997: Weder gut noch böse, München, Karlsruhe, Darmstadt und Kronach
- 1997: Sterne in Chicago, Ehemaliges Umspannwerk Singen
- 1997: Kunstmanöver, Röda Sten, Göteborg, Schweden
- 1998: Horizonte, Städt. Galerie Altes Schloss, Wehr
- 1998–2015: Kunstaktionen mit behinderten Künstler*innen am Zentrum für Kunst und Diakonie in Wehr-Öflingen[28]
- 1999: NORDWESTPASSAGE, Städtische Galerie Lüdenscheid
- 2000: Eurowelt, Pfalzgalerie Kaiserslautern
- 2003: Internationales Symposion Türme Babylons im Landesmuseum Mainz[29]
- 2004: Kunstaustausch, Akademie der Künste Dresden[30]
- 2005: Kunst-Biennale 3 x Klingeln, Mainz[31]
- 2006, 2015 und 2021: Lothar-Späth-Förderpreis für behinderte Künstler*innen: Ausstellung der Juroren, Städtische Galerie Altes Schloss, Wehr[32]
- 2008: 20 Jahre für die Kunst, Essenheimer Kunstverein/Kunstforum Rheinhessen, Städtische Galerie im Rathaus, Mainz
- 2008: TIO ILAR, Galerie Art Cargo, Athen, Griechenland
- 2010: Prosklisi, Galerie Art Cargo, Athen Griechenland
- 2011–2017: Spring-Opening, Atelierhaus Waggonfabrik, Mainz
- 2012: Beer & Art, Gallery Art Cargo, Athen, Griechenland
- 2013: Evolving-Space, Ausstellungsreihe Meine Wände für die Kunst, Kulturdezernat Mainz
- 2013: Studio Art3, Gallery Art Cargo, Athen, Griechenland
- 2015: 11 Tracks, Ausstellung des Atelierhauses Waggonfabrik im Mainzer Rathaus
- 2016: special gifts, Atelierhaus Waggonfabrik, Mainz
- 2019: Kunst-Biennale 3 x Klingeln, Mainz[31]
- 2020: INTERRIM, Bluesky, Frankfurt am Main

## Arbeiten in öffentlichem Besitz / Sammlungen (Auswahl)
- Ständige Vertretung des Landes RLP beim Bund, Berlin (Ständige Präsentation des Malerei-Films Rwanda-Treasure-Painting)
- Umwelt-Ministerium Rheinland-Pfalz, Mainz (Ständige Präsentation des Malerei-Films Rwanda-Treasure-Painting)
- Kultur-Ministerium Rheinland-Pfalz, Mainz
- Kulturstiftung des Landes RLP, Mainz
- Kreiskrankenhaus Wetzikon, Zürich (Ständige Ausstellung, Onkologie-Station)
- Städtische Galerie Villingen-Schwenningen
- Städtische Galerie Wolfsburg im Schloss
- Stadt Schweich
- Sammlung Hanna und Paul Gräb
- Sammlung Werner Noichl
- Sammlung Familie Hipp
- Sammlung Paul Walter Hofmann

## Kataloge (Auswahl)
- Weder gut noch böse. Die Sammlung Paul und Hanna Gräb, Hrsg. Ivo Kranzfelder und Beatus Fischer in Zusammenarbeit mit dem Kulturreferat der Landeshauptstadt München, Verlag Kunst+Diakonie, Wehr-Öflingen 1997, 166 S., ISBN 3-00-001621-X
- Horizonte, Hrsg. Paul Gräb u. Heinz-Jörg Küspert, Verlag Kunst+Diakonie, Wehr-Öflingen 1998, 203 S., ISBN 3-00-001446-2
- Stefan Budian. Zeichnungen und Bilder: 1996–1998, Vier Türme, Münsterschwarzach Abtei 1998, 66 S., Verlag S. Budian, ISBN 3-00-003609-1[33]
- dort draussen..., Galerie Neue Kunst / Konstanz 1999, 31 S.[34]
- Linientreu, Mainz, 2000, 22 S.[35]
- Stefan Budian, gemeinsamer Katalog der Galerien Neue Kunst Konstanz/Deutschland, Delio Romang Gstaad/Schweiz und PS-Galleri Goteborg/Schweden
- Stefan Budian, im Schloss. Museum des Landkreises Waldshut, Schloss Bonndorf 11. Mai – 15. Juni 2003, Bonndorf, 23 S.[20]
- Türme Babylons, 2 Bde., Hg. Nasrin Amirsedghi, Romiosini Verlag, Köln 2004, ISBN 3-929889-69-2
- Evolving Space (Broschüre zur Ausstellung), Kulturdezernat Mainz 2013
- Schaufenster für die Kunst aus Rheinland-Pfalz, Kunstbroschüre der Landesvertretung Rheinland-Pfalz beim Bund und der EU, 2017[36]

## Publikationen (Auswahl)
- Hanauer Regen. Wechselwirkung zwischen Kunst und Bildung, Hrsg. von Stefan Budian und dem prot. Stadtjugendpfarramt Kaiserslautern, Ev. Presseverlag Pfalz, Speyer 2002, 127 S., ISBN 3-925536-83-3[37]
- Stefan Budian: Ein Turm aus individuellen Äußerungen …, in: Türme Babylons, Bd. 2, Hg. Nasrin Amirsedghi, Romiosini Verlag, Köln 2004, ISBN 3-929889-69-2
- Stefan Budian: Textbeitrag in „Die Kunst der Kunst Therapie“, Bd. 2 Kunstaustausch, Hg. Doris Titze, Verlag Sandstein, Dresden 2005, ISBN 3-937602-40-2[30]
- Stefan Budian: Die fehlende Normalität in der Kunst, in: 25 Jahre Haus der Diakonie Wehr-Öflingen, Hrsg. Diakonieverein Wehr-Öflingen e.V., 2010
- Stefan Budian: Selbstbestimmte Bildung befähigt zur Mitgestaltung der Gesellschaft, in: Fünf Tage sind einfach viel zu wenig. Bildungszeit und Bildungsfreistellung in der Diskussion, Hg. Antje Pabst und Christine Zeuner, Wochenschauverlag, Frankfurt/M. 2021, S. 248ff, ISBN 978-3-7344-1198-4[38]
- Stefan Budian: Der Osten des Westens. Reisebetrachtungen eines Malers | Na wschodzie Zachodu. Zapiski malarza w podróży, Geleitwort von Dr. Katarina Barley, Austeria-Verlag, Krakau 2024, zweisprachig (Deutsch/Polnisch), 308 S., ISBN 978-83-7866-633-2[17]